# Chauliodinae
Chauliodinae (лат.) — подсемейство большекрылых насекомых Corydalidae, насчитывающее 128 ныне существующих видов в составе 17 родов. Центром видового разнообразия является Азия. Встречаются также в Австралии, Новой Зеландии, Южной Африке, Южной и Северной Америке. Отличаются от Corydalinae, другого подсемейства коридалид, отсутствием вентральных жаберных нитей у личинок, наличием гребенчатых антенн у взрослых самцов и присутствием трех поперечных жилок между жилками R1 и Rs. Кроме того, для самцов Chauliodinae не характерны увеличенные мандибулы, которые встречаются у ряда Corydalinae.

## Роды
- Anachauliodes
- Apochauliodes
- Archichauliodes
- Chauliodes
- Ctenochauliodes
- Leptochauliodes
- Madachauliodes
- Neochauliodes
- Nigronia
- Nothochauliodes
- Orohermes
- Parachauliodes
- Protochauliodes
- Puri
- Sinochauliodes
- Taeniochauliodes